# Tisza Volán
Tisza Volán ([ˈtisɒ ˈvolaːn]) est une compagnie de bus d'État hongroise desservant Szeged et le comitat de Csongrád, avec le réseau de bus Tisza Volán.